# 電音三太子

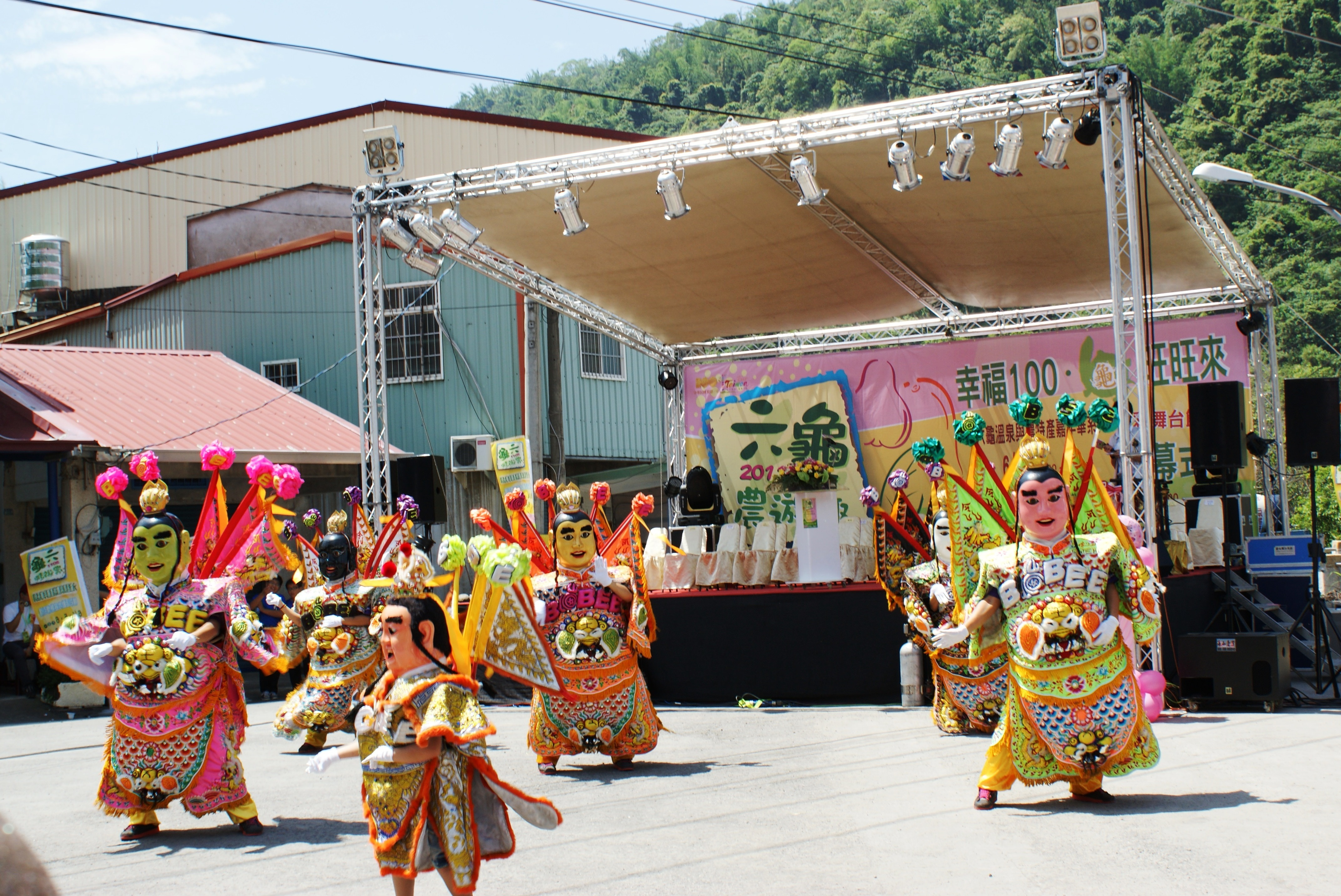
臺灣高雄市六龜區電音三太子表演

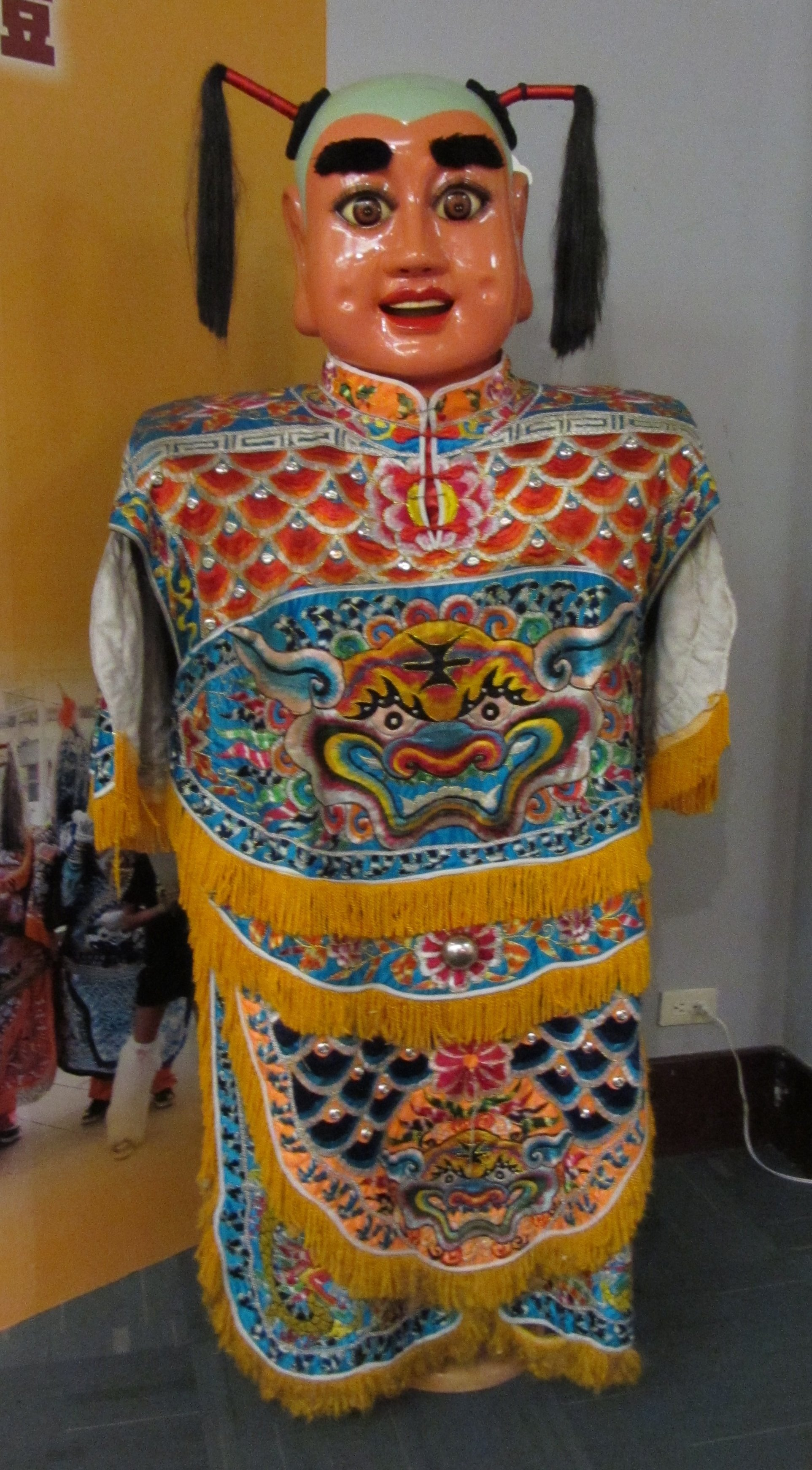
典型的電音三太子表演道具（此為三太子藝陣的人偶原身，未經相關道具加工）。

電音三太子是台灣興起的宗教表演文化，為電音、本土文化與傳統民俗藝陣三太子的結合。

## 歷史
電音三太子發源有兩種說法：一說是雲林北港，一說是嘉義朴子。但可考據的是，在各地方的電音三太子表演團成形前，臺灣南北各地宮廟殿宇藝陣已皆有類似的藝陣巡演。電音三太子的原形即是臺灣傳統藝陣的「大仙翁仔（或作大仙尪仔）」。
而神明祭祀和電音舞曲之所以會結合，本土鄉民表面的解釋是：源於表演三太子的人員，大多為本土青少年。而這些族群多有出入舞廳的行為，因此便把舞廳的電音加入。
若追根究柢，探討三太子的種種裝扮和行為所為何來，如咬著奶嘴、戴著各式眼鏡、白色手套、拿著螢光棒、隨著電子音樂跳舞等等。電音三太子的種種裝扮道具及行為，源自於舞廳。把種種舞廳內使用的道具、物品、音樂等，都複製在他們表演的電音三太子上（在三太子藝陣與來自舞廳的電音結合之前，三太子藝陣的人偶是沒有咬奶嘴，戴白色手套和各式眼鏡）。而衍生出人們奉祀為神明的三太子藝陣，會有三太子咬著奶嘴，戴著各式眼鏡、舞廳裡常使用的白色手套甚至拿著螢光棒，隨著搖頭電音舞曲搖頭晃腦，騎著改裝速克達行進的奇景，為一種台灣特有的文化及宗教信仰。

## 特色
台灣民俗藝陣團體在出巡時無意間結合了電音與三太子，不料此種新鮮的表演形式竟大受歡迎，倣傚的民俗藝陣團體逐漸增加，進而形成一種台客文化的熱門象徵；2009年世運電音三太子表演團登上高雄世界運動會開幕式後，電音三太子又相繼於台北聽障奧運會、上海世界博覽會、台北國際花卉博覽會等國際大型活動上演出。電音三太子甚至在台灣以外地區也大受某些人士歡迎與關注，成為西方學者研究人類學的一種行為。
電音三太子已成為此種表演文化的一般性名詞，雖然民俗藝陣團體「朴子太子會」聲稱已申請版權註冊，但實際上該申請並沒有通過版權註冊。。

## 參看
- 台灣文化
- 台灣民間信仰
- 台客
- 吳建衡
- 新營太子宮